# Iago Bouzón
Iago Bouzón Amoedo (* 16. Juni 1983 in Redondela, Galicien) ist ein ehemaliger spanischer Fußballspieler, der zuletzt bei Gimnàstic de Tarragona in der Segunda División spielt.

## Spielerkarriere
Der gebürtige Galicier Iago Bouzón startete seine Karriere als Profifußballer bei Celta Vigo, nachdem er bereits seit 2001 für das B-Team der Nord-West-Spanier spielte, wurde er 2003 erstmals für die erste Mannschaft berufen. Bis zu seinem Abschied 2005 zum Zweitliga-Konkurrenten Recreativo Huelva konnte Iago Bouzón sich bei den Galiciern jedoch nicht durchsetzen. Zwar war er Teil der Aufstiegsmannschaft, doch blieb er stattdessen in der Segunda División, wo er im folgenden Jahr (2005/06) ebenfalls mit seiner Mannschaft den Weg in das spanische Fußballoberhaus erreichte. Er blieb Huelva fünf Jahre lang treu und spielte auch nach dem Abstieg 2009 weiter für den Verein.
Im Jahr 2010 wechselte er nach Zypern zu Omonia Nikosia. Nach zwei Jahren kehrte er nach Spanien zurück, wo er nach Stationen bei Deportivo Xerez, FC Córdoba und Gimnàstic de Tarragona im Jahre 2017 seine Laufbahn beendete.

## Erfolge
- 2004/05 – Aufstieg mit Celta Vigo in die Primera División
- 2005/06 – Aufstieg mit Recreativo Huelva in die Primera División
- 2010/11 und 2011/12  – Gewinner des Zyprischen Fußballpokals